# Ван Сюэцзюнь
Ван Сюэцзюнь (род. в декабре 1952 года в уезде Наньпи пров. Хэбэй) - китайский политик, в 2015-2016 годах глава парткома КПК пров. Аньхой и пред. её ПК СНП, до этого в 2013-5 годах губернатор этой же провинции.
C июля 1975 года член КПК, член ЦК КПК 17-18 созывов.

## Биография
Окончил Хэбэйский технологический институт.
До 2004 года работал в родной провинции, возглавлял горком КПК Ланфана.
С 2004 года глава Государственного управления по приему жалоб и писем от населения.
С 2008 года заместитель ответственного секретаря Госсовета.
С 2013 года заместитель главы парткома и с того же года губернатор, а с июня 2015 года глава парткома пров. Аньхой (Восточный Китай) и с июля того же года пред. ПК СНП провинции (в обеих должностях по 2016 год).